# ريمي رو
ريمي رو (بالفرنسية: Rémy Roux)‏ هو سياسي فرنسي، ولد في 29 يونيو 1865 في نيس في فرنسا، وتوفي في 14 يوليو 1957 في مارسيليا في فرنسا. حزبياً، نشط في French Section of the Workers' International ‏. وقد انتخب نائب فرنسي.